# Polidoro (figlio di Laotoe)
Polidoro (in greco antico: Πολύδωρος?, Polýdōros) è un personaggio della mitologia greca, il figlio più giovane di Priamo, re di Troia. Aveva per madre Laotoe . Di lui Omero narra nel libro XX dell'Iliade.
Non va confuso con un omonimo Polidoro, un altro figlio di Priamo ma avuto da Ecuba.

## Mitologia
Bellissimo d'aspetto, al decimo anno della guerra di Troia era ancora un adolescente e ciò nonostante chiese a suo padre il permesso di prendere parte al conflitto. Priamo si oppose, ritenendolo ancora troppo giovane: inoltre Polidoro era il prediletto dei suoi figli, essendo l'ultimogenito. Ma il ragazzo, noto per l'agilità delle sue gambe, confidò su questo vantaggio e gli disobbedì. 

Assalito da Achille, che era ritornato da poco a combattere, Polidoro fu preso dallo spavento e balzò per fuggire, ma un'asta dell'eroe acheo lo trafisse alla schiena. .
" Ma Achille piombò con l'asta su Polidoro pari agli dèi,
figlio di Priamo; il padre non voleva lasciarlo combattere,
perch'era il più giovane tra tutti i suoi figli
e il più caro; tutti vinceva coi piedi, e anche allora
per fanciullaggine, volendo mostrare la forza dei piedi,
correva in mezzo ai campioni, finché perdette la vita:
lo colpì in pieno col dardo, Achille glorioso piede rapido,
di schiena, mentre balzava, là dove le fibbie della cintura
s'agganciavano, auree, e la corazza era doppia.
La punta dell'asta uscì davanti, presso il bellìco:
cadde in ginocchio, gemendo, una nube l'avvolse,
livida, strinse fra le mani le viscere, abbattendosi ".
(Omero, Iliade, libro XX, traduzione di Rosa Calzecchi Onesti)